# 9e arrondissement (Lyon)
Het 9e arrondissement is een van de negen arrondissementen van de Franse stad Lyon. Het arrondissement ligt in het noordwesten van de stad aan de rechteroever van de rivier de Saône die ten oosten van de wijk stroomt, en grenst in het zuiden aan het 5e arrondissement. Het 9e arrondissement heeft een oppervlakte van 725 hectare en een bevolking van 47.813 (2006).

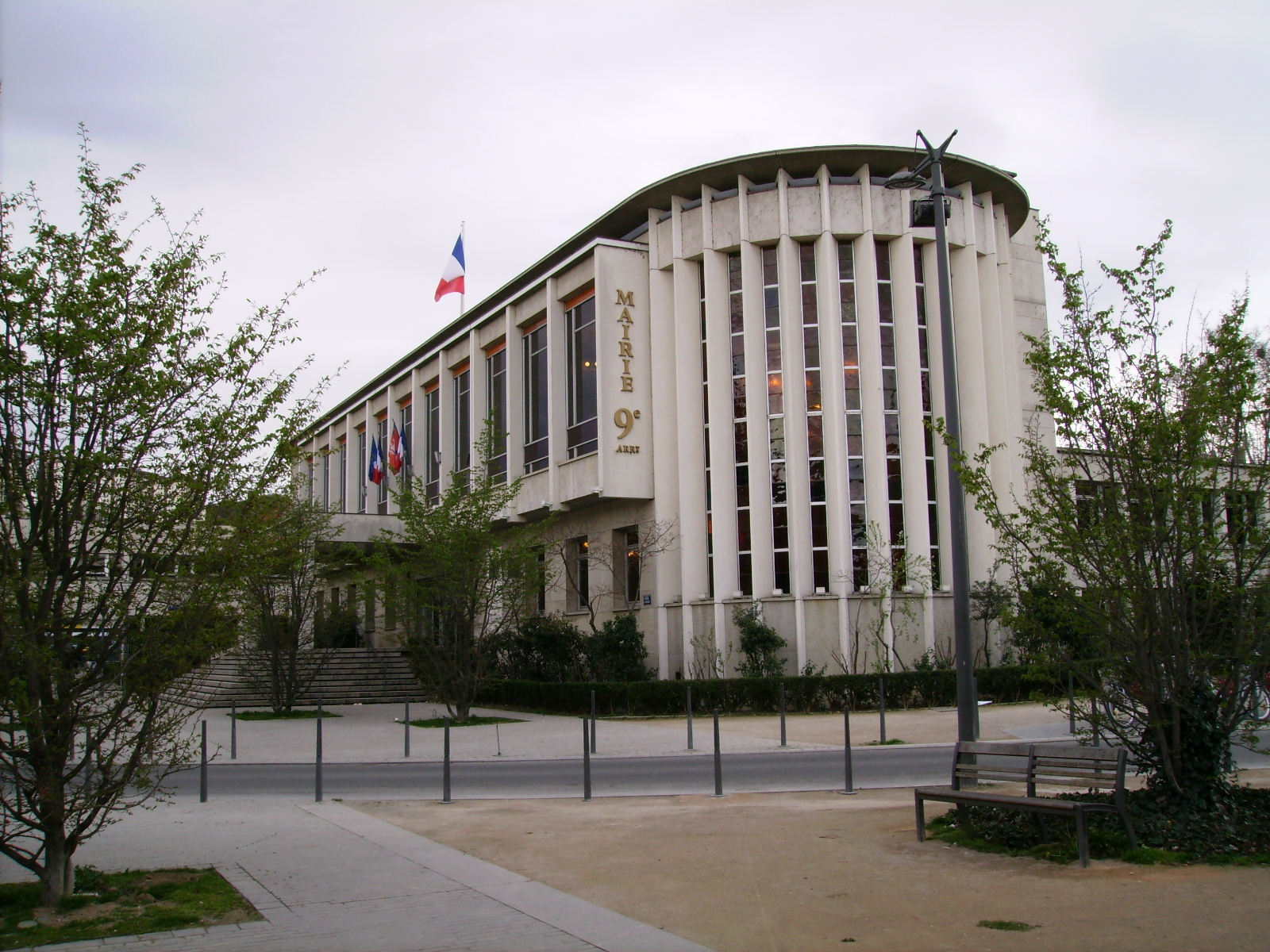
Gemeentehuis van het 9e arrondissement

Het arrondissement bestaat deels uit de voormalige gemeente Vaise dat in 1852 bij het vijfde arrondissement gevoegd was, en deels uit de tot 1963 zelfstandige gemeente Saint-Rambert-l'île-Barbe, dat aanvankelijk ook in het 5e arrondissement gevoegd werd. In 1964 werd het 5e arrondissement weer gesplitst en ontstond het 9e.